# 路易·皮埃尔·卢韦尔

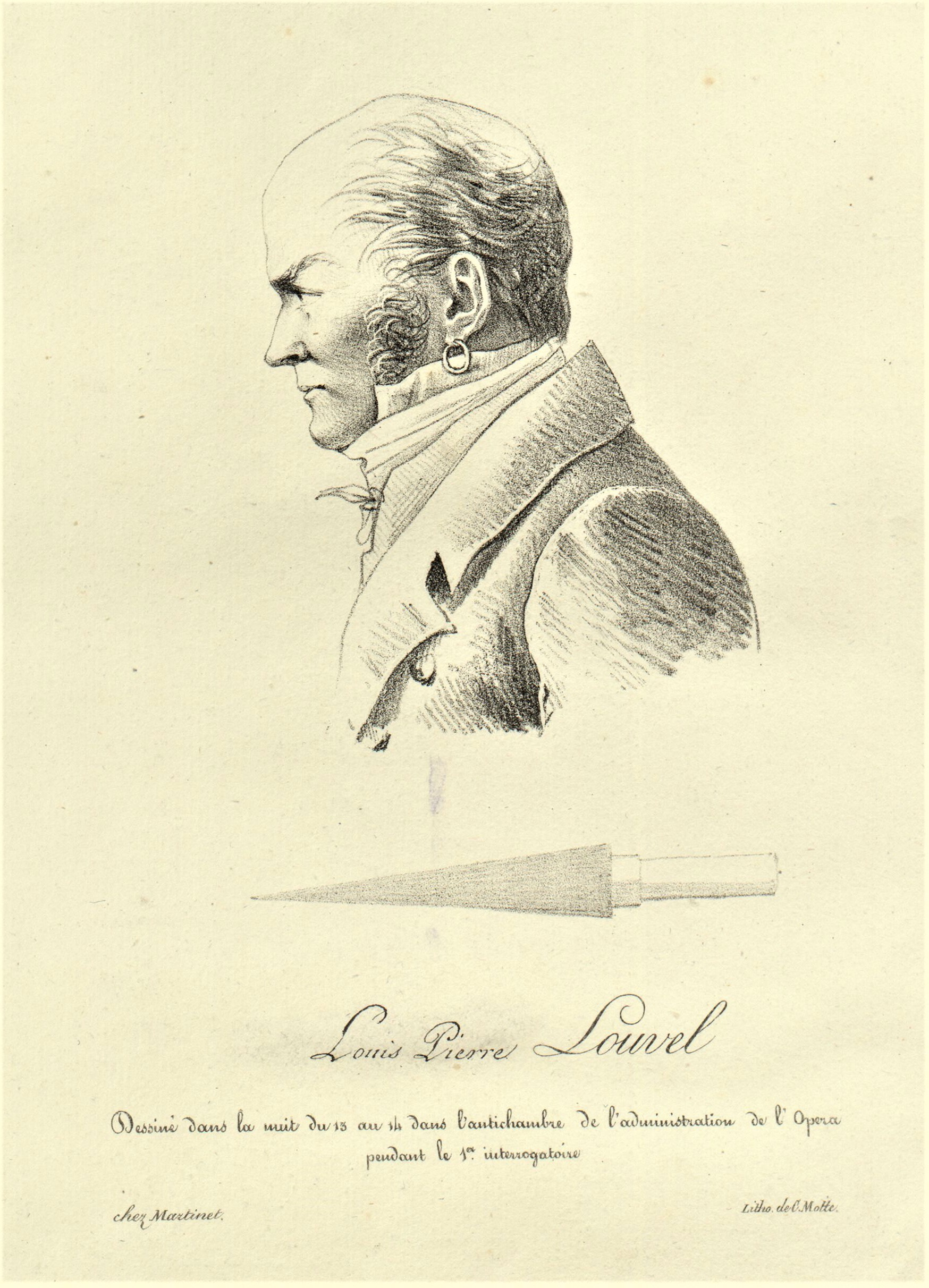
卢维尔在审讯期间的肖像

路易·皮埃尔·卢维尔（英語：Louis Pierre Louvel，1783年10月7日－1820年6月7日）是刺杀贝里公爵夏尔·斐迪南的刺客。
卢维尔出生于凡尔赛，是杂货商的儿子，自学制鞍师的专业，并于1806年加入炮兵部队服役。拿破仑在1815年从厄尔巴岛返回后，他在皇家马厩里担任制鞍师，并一直保持这个职位直到后来。
波旁王朝复辟期间的政治事件激起他对这个王朝的憎恶，他最终决定以暗杀最年轻的成员贝里公爵来灭绝王室。1820年2月13日晚上，当王子离开巴黎国家歌剧院并带领妻子去马车时，卢维尔用刀刺向他身体的右侧。贝里公爵受了致命伤，并于第二天去世，但他请求宽恕杀害他的凶手。官方调查显示，在公爵遇刺后立即被捕的卢维尔没有同伙。 
1820年6月7日，他在巴黎被送上断头台处决